# Wektor klonujący
Wektor klonujący, wektor do klonowania – jeden z typów wektora genetycznego. Jest to pomocnicza cząsteczka DNA ułatwiająca produkowanie dużych ilości innego, przyłączonego do niej fragmentu DNA (zwanego wstawką lub insertem). Zawiera charakterystyczny układ sekwencję nukleotydów umożliwiający rozpoczęcie pracy polimerazie DNA, czyli enzymowi kopiującemu całe cząsteczki DNA, jeśli tylko zawierają tę charakterystyczną sekwencję, zwaną miejscem ori.
Ten proces (będący formą replikacji DNA) zachodzi, gdy wektor wraz z przyłączoną do niego wstawką znajdzie się w komórkach odpowiedniego organizmu (są to komórki gospodarze). Każda komórka gospodarz może wytworzyć wiele kopii wektora lub wektora ze wstawką. Ponadto komórki szybko dzielą się, przez co ogromnie zwiększają stopień powielenia DNA.  Wbudowanie wstawki do wektora i wprowadzenie tej hybrydowej cząsteczki do właściwego organizmu jest istotą klonowania DNA.
Typowy wektor klonujący zawiera miejsce ori, zapewniające tworzenie w komórkach dużej liczby jego kopii, a także miejsce poliklonalne, czyli skupisko sekwencji służących jako miejsca restrykcyjne, które ułatwiają rozcięcie wektora i przyłączenie do niego wstawki. Ponadto wektor zawiera zwykle gen selekcyjny, nadający komórkom gospodarzom oporność na jakiś antybiotyk i pełniący funkcje markera transformacji, to znaczy ułatwiający wyszukanie komórek zawierających dany wektor.
Dodatkowo wektor do klonowania może zawierać gen reporterowy, ułatwiający odróżnienie komórek zawierających sam wektor od komórek zawierających wektor ze wstawką. Gen reporterowy nadaje komórkom gospodarzowym charakterystyczny wygląd – zwykle niebieską barwę – gdy funkcje „reportera” pełni gen kodujący podjednostkę β-galaktozydazy (enzymu).
Jeśli wektor zawiera gen reporterowy, miejsce poliklonalne jest w obrębie części kodującej tego genu. Wbudowanie wstawki do części kodującej genu reporterowego powoduje, że tworzone na jego matrycy białko zawiera wiele dodatkowych aminokwasów i traci swoją typową aktywność. W wyniku tego komórki zawierające wektor ze wstawką, a nie pusty wektor, mają wygląd jak komórki niezawierające wektora, to znaczy tworzą mlecznobiaławe kolonie, ale są oporne na określony antybiotyk, podobnie jak wszystkie komórki zawierające dany wektor (ze wstawką lub bez).